# اس‌اس ساپونا
اس‌اس ساپونا (به انگلیسی: SS Sapona) یک کشتی بود که طول آن ۸۶ متر (۲۸۲ فوت) بود.